# Morte de Michael Jackson
Em 25 de junho de 2009, Michael Joseph Jackson morreu de intoxicação por propofol e benzodiazepina em sua residência, em Holmby Hills, Los Angeles, Estados Unidos.
Seu médico particular, Conrad Murray, afirmou ter encontrado Jackson inconsciente em seu quarto e com o pulso fraco, tendo então tentado reanimá-lo sem sucesso. Após uma chamada de emergência às 11:21 h, Jackson foi atendido por paramédicos e conduzido ao hospital Ronald Reagan UCLA Medical Center, onde foi declarado morto horas depois. Na véspera do 51º aniversário de Jackson, o Condado de Los Angeles declarou que a morte do artista havia sido por homicídio. Pouco antes da morte, Jackson vinha sendo medicado com propofol, lorazepam e midazolam. Em 2011, o médico Conrad Murray foi condenado por homicídio culposo e cumpriu pena de dois anos de prisão.
A morte de Michael Jackson gerou um onda de luto por todo o mundo, criando picos sem precedentes nas redes de Internet e aumentando consideravelmente as vendas de discos do artista e também do Jackson 5. Pouco antes de sua morte, Jackson preparava-se para uma série de megaconcertos na Arena O2, em Londres, entre julho de 2009 e março de 2010. Um serviço público em homenagem ao artista foi realizado em 7 de julho de 2009, no ginásio Staples Center, em Los Angeles, último local de ensaios do artista para a turnê. O evento foi transmitido mundialmente, atraindo uma audiência global de mais de um bilhão de espectadores. Em 2010, a Sony Music Entertainment assinou um contrato de 250 milhões de dólares com o espólio de Jackson para manter os direitos de distribuição do artista até o ano de 2017, podendo realizar sete álbuns póstumos.

## Circunstâncias

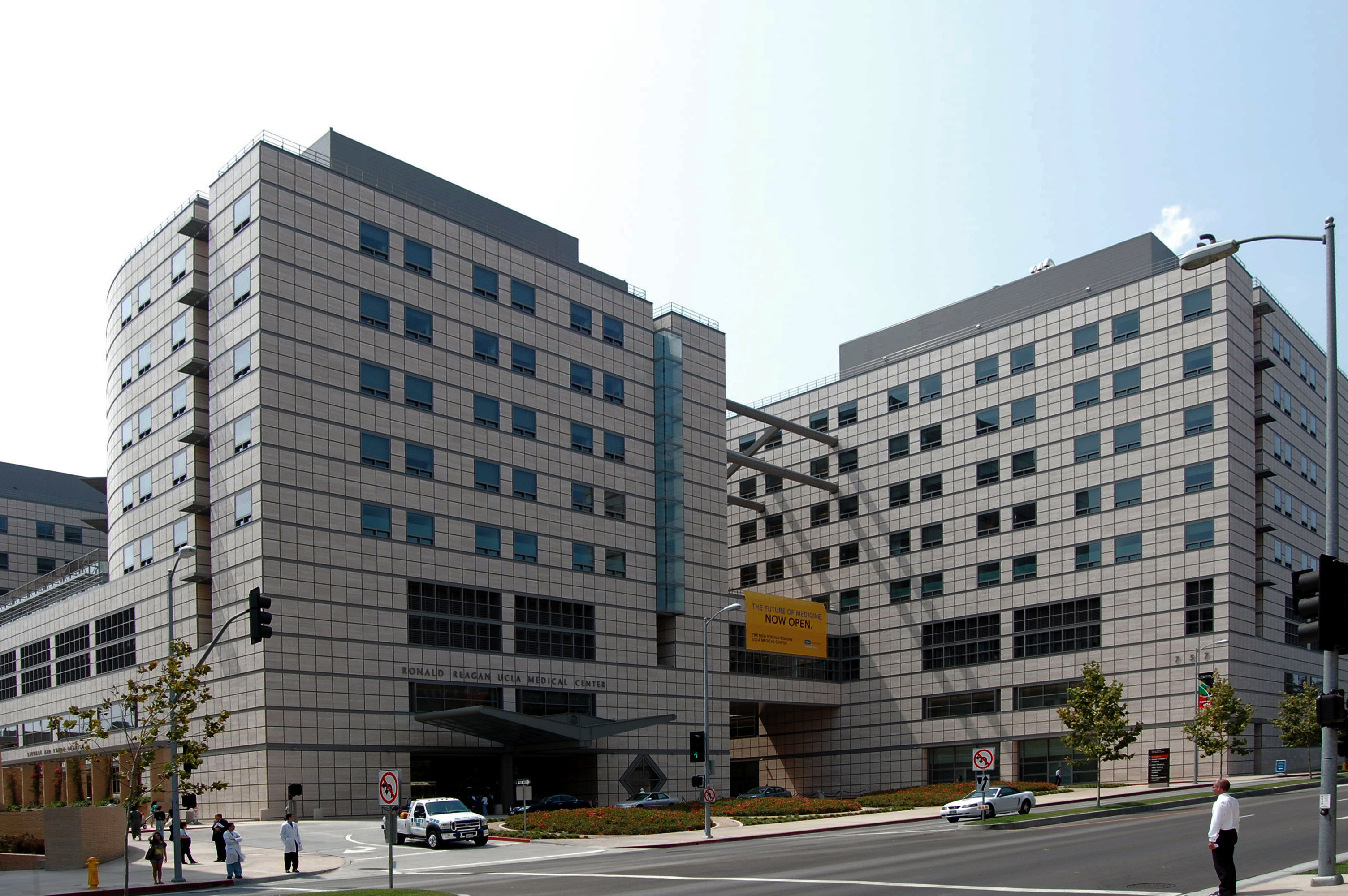
Jackson foi levado ao Ronald Reagan UCLA Medical Center, onde foi declarado morto em 25 de junho de 2009.

Jackson chegou ao Staples Center para ensaios às 6:30 da noite de quarta-feira, 24 de junho, de acordo com Ed Alonzo, um dos artistas do espetáculo. O cantor queixou-se ironicamente de uma laringite e não iniciou os ensaios até as 9:00 da noite. "Ele parecia bem e com muita energia", afirmou Alonzo. O ensaio só iniciaria após a meia-noite. Na manhã seguinte, Jackson não saiu de seu quarto. De acordo com o advogado de Conrad Murray, o médico particular de Jackson, Murray adentrou o aposento na tarde do mesmo dia e encontrou o artista inconsciente. Jackson estava com o pulso fraco e seu corpo ainda aquecido. Murray tentou reanimá-lo durante 10 minutos, quando decidiu chamar uma equipe de emergência. Murray afirmou que sua demora se deu por falta de uma rede telefônica fixa na residência e também tentou números de segurança, sem sucesso. Segundo o relatório apresentado pela defesa do médico, a emergência teria sido contactada 30 minutos após a tentativa de reanimar Jackson.
Declarações descreveram Murray aplicando técnicas incomuns de RCP. Na gravação da chamada de emergência, publicada um dia após a morte do cantor, o médico diz ter aplicado a RCP no leito do paciente, e não em uma superfície sólida, conforme a prática recomendada. Além disso, o advogado de Murray afirmou que o médico havia posicionado uma das mãos sob o paciente usando somente a outra mão para compressão torácica, quando a prática padrão é usar as duas mãos para compressão. Um porta-voz do Corpo de Bombeiros de Los Angeles afirmou que a chamada de emergência 911 foi registrada às 00:21:04. Os paramédicos chegaram ao local às 00:26 e encontraram a vítima ainda desacordada.
A equipe de paramédicos realizou a RCP por 42 minutos no local. O advogado de Murray afirmou que Jackson tinha pulso quando deixou a residência em direção ao hospital. Um dos bombeiros deu uma versão diferente dos fatos, defendendo que os paramédicos haviam encontrado Jackson em "total parada cardíaca" sem observar, no entanto, mudanças na condição do paciente ao longo do trajeto até o hospital. Jackson foi levado ao Ronald Reagan UCLA Medical Center. A ambulância chegou ao hospital às 1:14 da tarde aproximadamente. Michael Jackson foi declarado morto às 2:26 da tarde aos 50 anos de idade.
Segundo relatos da perícia, não estavam presentes no quarto de Jackson nenhum dos equipamentos recomendados de monitoramento, dosagem com precisão ou atendimento cardíaco emergencial. Além disso, foram encontrados no local um vidro fechado de urina sobre uma cadeira no quarto em que o cantor morreu, ao lado de uma caixa contendo cateteres, agulhas descartáveis, pedaços de algodão embebidos em álcool, várias garrafas vazias de suco de laranja, um colar de madeira e um tanque de oxigênio verde.
Conrad Murray foi condenado, em 2011, por homicídio involuntário, tendo cumprido dois dos quatro anos da pena.
Jackson, segundo análise de sua certidão de óbito, era um ferrenho usuário de drogas. Michael Jackson fazia uso de nootrópicos e psicotrópicos no geral. Aproximadamente 155,000mg de propofol — anestésico usado somente cirurgias — foram encontrados na corrente sanguínea de Michael Jackson após sua morte; benzodiazepinas como lorazepam, diazepam e midazolam foram encontradas, também. Jackson fazia uso de efedrina — forte estimulante do músculo cardíaco e inibidor dos receptores GABA. Também foi constatado o uso de lidocaína, um potente anestésico local.

### Necrópsia
Uma necrópsia foi realizada no corpo de Michael Jackson em outubro de 2009. O relatório completo deste procedimento foi divulgado no dia 9 fevereiro de 2010. O documento, além de informar que Jackson usava peruca e tinha vitiligo, afirma que o cantor era um homem de 50 anos bastante saudável que morrera de "intoxicação aguda por propofol" administrado em grau equivalente ao que seria usado para anestesia em uma "cirurgia de grande porte".

## Saúde
Stacy Brown, uma biógrafa, afirmou que Jackson havia tornado-se "extremamente frágil e totalmente, totalmente abaixo do peso", e que seus familiares estariam preocupados com o estado de saúde do cantor nos anos recentes. Outro escritor, J. Randy Taraborrelli, amigo de Jackson desde a década de 1970, afirmou que o cantor vinha sofrendo de dependência de analgésicos há décadas. Arnold Klein, o dermatologista que diagnosticou a vitiligo e a lupus em Jackson, confirmou que o artista fazia uso não autorizado de medicamentos.

## Família e questões legais
Michael Jackson deixou três filhos: Prince Michael Joseph Jackson (b. 1997); Paris-Michael Katherine Jackson (b. 1998), nascida durante seu segundo casamento, com Debbie Rowe; e Prince Michael Jackson II, conhecido como "Blanket", nascido em 2002 de uma mãe de aluguel. Jackson também deixou os irmãos: Jackie, Tito, Jermaine, Marlon e Randy; e as irmãs: La Toya e Janet; e os pais: Joseph e Katherine.

### Reação da família
A família Jackson publicou um comunicado coletivo após a morte de Michael:
"Nosso amado filho, irmão e pai de três filhos faleceu de maneira inesperada, tão trágica e tão cedo. Isto nos deixa, sua família, sem palavras e desolados a ponto de a comunicação com o mundo exterior parecer quase impossível."
La Toya indicou que a família iria entrar em ação judicial contra um responsável pela morte do irmão, assim como lutar por uma condenação. Em 2009, ela afirmou que Jackson poderia ter sido medicado com uma dose letal de drogas por "um séquito obscuro" de manipuladores e, em 2010, afirmou acreditar que seu irmão havia sido "assassinado por seu catálogo musical". Logo após a morte de Jackson, a família levantou questões acerca do papel da AEG Live, promotora da turnê This Is It, nos últimos dias de vida do artista. Joseph apresentou uma acusação junto ao Conselho Médico da Califórnia de que a AEG Live havia praticado medicina ilegal ao ordenar que Murray cortasse vários medicamentos de Jackson. A acusação também implica que a AEG Live falhou em prover o equipamento de reanimação e uma enfermeira para Murray. O representante da AEG Live, Michael Roth, não respondeu publicamente as acusações.
e Michael Jackson foi registrado pelo procurador John Branca no Tribunal do Condado de Los Angeles em 1 de julho de 2009. Assinado em 7 de julho  como executores; o que foi confirmado pelo tribunal em 6 de julho de 2009. Todos os bens do artista foram passados aos fundos da Família Jackson. O Associated Press noticiou que, em 2007, Jackson possuía um patrimônio líquido de 236.6 milhões de dólares: 567.6 milhões em ativos, incluindo o Rancho Neverland e 50% de participação nos lucros da Sony/ATV Music Publishing e dívidas de 331 milhões de dólares. A guarda de seus três filhos ficou com sua mãe, Katherine, ou em caso de incapacidade desta, seria passada à Diana Ross. A ex-esposa de Jackson, Debbie Rowe, foi omitida do testamento intencionalmente. O documento ainda determina que 20% de sua fortuna, assim como 20% do patrimônio póstumo sejam repassados a instituições de caridade.
Relatos da imprensa sugeriram que a liquidação do espólio de Jackson poderia durar muitos anos. O valor da Sony/ATV Music Publishing é estimado por Ryan Schinman em 1.5 bilhão de dólares, dos quais Jackson faturava 80 milhões anuais. A Sony Corporation não confirmou sua suposta intenção em adquirir a parte de Jackson dos investimentos.

## Reação pública

### Cobertura da imprensa
Os primeiros relatos da parada cardíaca sofrida por Jackson foram dados pelo site de notícias de celebridades, TMZ. Médicos no Ronald Reagan UCLA Medical Center registraram o óbito do artista às 2:26 da manhã e 18 minutos após, o site TMZ publicou uma nota sob o título: "Michael Jackson falece aos 50 anos de idade". O jornal Los Angeles Times confirmou a notícia às 2:51 da manhã. A notícia se espalhou rapidamente pela Internet, levando a sobrecarga de alguns endereços. O próprio Los Angeles Times ficou fora do ar por algumas horas. Operadores do Google chegaram a pensar que a busca repentina em massa pelo tema "Michael Jackson" seria resultado de um ataque de vírus. O Twitter e a Wikipédia também relataram momentos de sobrecarga. A Wikimedia Foundation registrou mais de um milhão de visitantes nas páginas relacionadas a Michael Jackson num período de uma hora, provavelmente o maior número de visitantes em um período de hora em qualquer artigo da história do site. O serviço AOL Instant Messenger ficou fora do ar por 40 minutos, um momento "único" na história do serviço.
Cerca de 15% das publicações do Twitter (5 mil tweets por minuto) mencionavam Michael Jackson apos as notícias sobre sua morte, em comparação aos 5% mencionando as eleições presidenciais iranianas e a pandemia de gripe suína no mesmo ano. Além de tudo, o tráfego nas redes variou de 11 a 20% acima da média. No episódio do dia 26 de junho, a telenovela britânica EastEnders adicionou uma cena final, na qual os personagens Denise Johnson e Patrick Trueman discutiam sobre as notícias envolvendo a morte de Jackson. Embora todos os jornais britânicos expusessem imagens de Jackson em sua juventude, o The Sun havia sido o único a publicar imagens do cantor em sua fase mais frágil. No dia seguinte, no entanto, o The Sun, seguiu a tendência dos concorrentes, dedicando sua primeira página à morte de Jackson por duas semanas seguidas. Revistas de renome, como a Time, publicaram edições especiais sobre o cantor.

### Michael Jackson Luto

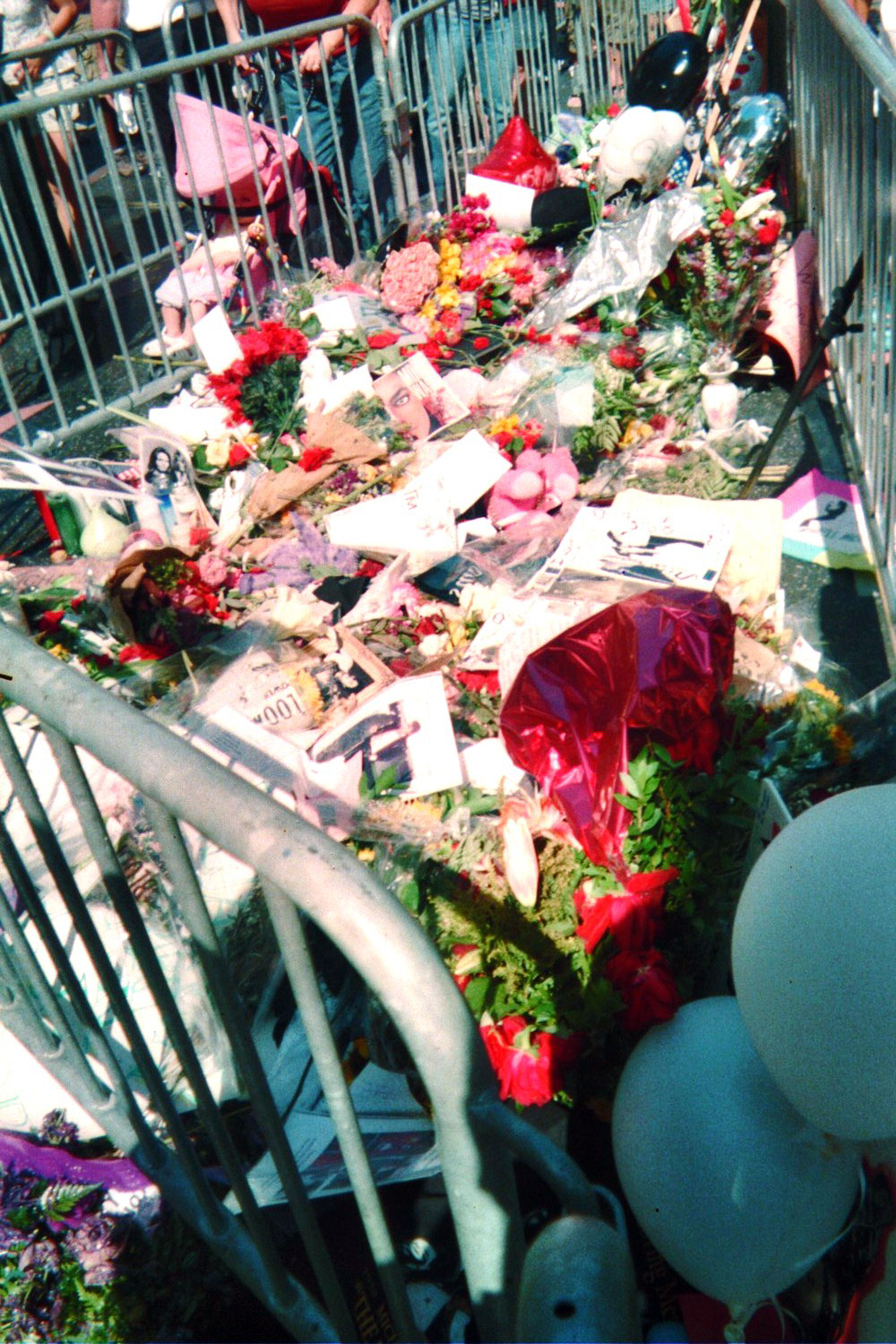
Estrela de Michael Jackson na Calçada da Fama de Hollywood tornou-se um ponto de encontro de fãs do artista nos dias seguintes à sua morte.

A notícia da morte de Michael Jackson desencadeou uma onda de luto ao redor do mundo. As circunstâncias e o horário de sua morte foram comparados aos de Elvis Presley e John Lennon, outros dois astros da música mundial. Multidões de fãs aglomeraram-se na entrada do UCLA Medical Center, do Rancho Neverland, na residência do cantor em Encino e em frente ao Apollo Theater de Nova Iorque. Ruas do entorno do hospital foram fechadas para tráfego e em todo os Estados Unidos o horário comercial foi reduzido em empresas e fábricas para o acompanhamento das notícias sobre a morte do cantor. Uma pequena multidão, na qual estava também o prefeito local, reuniu-se em frente ao local de nascimento de Jackson em Gary, Indiana, e uma bandeira foi hasteada a meio-mastro em sua homenagem. Em Hollywood, os fãs se aglomeraram em torno da estrela de outro Michael Jackson na Calçada da Fama, incapazes de aproximar da estrela do cantor por conta dos equipamentos de estreia do filme Brüno.
De Odessa a Bruxelas, fãs realizaram suas próprias homenagens ao artista. O Presidente Barack Obama enviou uma carta expressando suas condolências à Família Jackson, e a Câmara dos Representantes reservou um momento de silêncio. Obama, posteriormente, afirmou que Jackson "entraria para a história como um dos nossos maiores artistas". O ex-Presidente sul-africano Nelson Mandela também emitiu um comunicado dizendo que a morte de Michael seria sentida em todo o mundo.

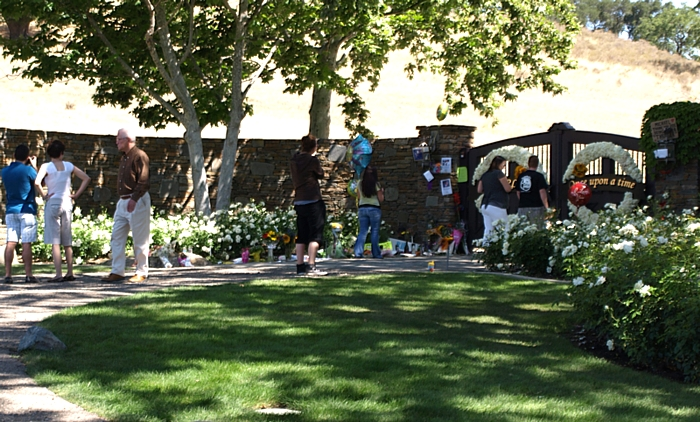
Aglomeração de fãs na entrada do Rancho Neverland após a morte de Michael Jackson.

No Japão, onde Jackson possuía um grande número de fãs, o porta-voz do governo e alguns ministros de Estado expressaram suas condolências. O Ministro de Assuntos Internos, Tsutomu Sato, disse sentir "tristeza" pela morte de Michael, já que "o assistia desde que era membro do Jackson Five". Outro ministro afirmou que Jackson "era um superstar" e que "havia dado muitos sonhos e muita esperança a milhares de pessoas em todo o mundo".
O Primeiro-ministro britânico Gordon Brown emitiu um comunicado sobre a morte de Jackson, dizendo que "eram notícias muito ruins para os fãs do artista em todo o mundo". O então líder da Oposição, David Cameron, afirmou que os fãs de Michael em todo o mundo "estavam profundamente comovidos naquele dia" e disse que Michael havia tornado-se "um artista lendário, apesar das controvérsias".
Na Rússia, onde o artista também era muito popular, fãs e admiradores se reuniram em frente à Embaixada americana em luto pelo artista. A atriz Elizabeth Taylor, uma amiga de longa data de Jackson, disse não poder imaginar a vida sem ele. Por sua vez, a cantora Liza Minnelli comunicou à rede televisiva CBS que esperava ansiosa pela liberação da autópsia. A irmã, La Toya, afirmou que o irmão estava trabalhando acima do necessário e estava sobrecarregado com os compromissos, sendo esta uma das causas de sua saúde frágil nos anos recentes à sua morte.

### Homenagens
Em 30 de junho de 2009, a banda U2 dedicou a canção "Angel of Harlem" à Jackson durante sua apresentação da turnê U2 360 em Barcelona. Bono cantou versos de "Man In The Mirror" e "Don't Stop 'Til You Get Enough" ao final da apresentação. Em 10 de julho, cerca de seis mil fãs compareceram a um musical em homenagem a Jackson na cidade de Gary, Indiana. O rapper The Game foi um dos primeiros artistas a lançar uma música tributo: seu single "Better on the Other Side" foi lançado um dia após a morte de Jackson. Produzida por DJ Khalil, a canção inclui vocais de Diddy, Chris Brown, Polow da Don, Mario Winans, Usher e Boyz II Men. Uma grande variedade de outros artistas também lançaram canções em homenagem a Michael Jackson, como o 50 Cent, LL Cool J, Robbie Williams, Akon e o guitarrista Buckethead.
Em 26 de junho, vários artistas, como Pharrell Williams e Lily Allen, prestaram homenagens a Jackson no Festival de Glastonbury. As performances incluíram Allen vestindo uma luva branca (o traje assinatura de Jackson), enquanto a banda The Streets performou a canção "Billie Jean". Homenagens a Jackson no festival prosseguiram ao longo da semana de 26 a 28 de junho. Em 5 de julho de 2009, Madonna homenageou Jackson durante a segunda parte de sua turnê Sticky & Sweet Tour, com um medley de suas principais canções e algumas coreografias enquanto fotos do artista eram exibidas ao fundo do palco. Após a performance, Madonna disse ao público para "aplaudir um dos maiores artistas que o mundo já conheceu". A cantora pop Beyoncé Knowles dedicou sua performance de "Halo" a Jackson durante os concertos de sua turnê I Am... World Tour.
Um dia após a morte do cantor, o Prefeito do Rio de Janeiro, anunciou que a cidade receberia uma estátua no mirante da Favela Dona Marta. Jackson havia visitado a comunidade em 1996, onde gravou o videoclipe de "They Don't Care About Us". Na ocasião, o prefeito afirmou que Jackson havia transformado a localidade em um "modelo de desenvolvimento social". Outros memoriais foram erguidos ao redor do mundo, como em Tóquio, Bucareste e Baku. Em Midyat, na Turquia, foi rezada a Salat al-Janazah (prece funerária islâmica) e distribuída a halva entre os religiosos. O vídeo da canção "Do the Bartman", de Os Simpsons, foi transmitido antes de um episódio da nova temporada da série, em 28 de junho. A irmã do astro, Janet Jackson, fez uma aparição no Video Music Awards para homenagear Jackson e honrar sua carreira. Jackson também foi agraciado com um prêmio póstumo durante o Grammy Awards de 2010 em 31 de janeiro de 2010. O astro pop, que havia atuado em The Wiz (1978), foi homenageado também durante uma seção do Oscar 2010.

### Recordes de vendas
Os recordes de vendas de Michael Jackson aumentaram grandemente, o óctuplo, de acordo com a HMV. O site Amazon vendeu todos os álbuns de Michael Jackson e do Jackson 5 disponíveis em seu catálogo, minutos após as notícias da morte do cantor; o número de encomendas superou o de Elvis Presley e John Lennon após suas respectivas mortes. No Japão, seis de seus álbuns entraram para a SoundScan Japan's Top 200 Albums, e na Polônia, Thriller 25 dominou a principal parada musical do país, sendo superado por King of Pop semanas depois.
Na Austrália, 15 dos álbuns do cantor entraram no Top 100 da ARIA a partir de julho, sendo que quatro deles figuraram entre os dez mais vendidos. Jackson também emplacou 34 singles entre os 100 mais vendidos, sendo quatro deles entre os dez primeiros. Foram mais de 62 mil discos e 107 mil singles vendidos. Na segunda semana, as vendas de discos cresceram para 88.650 cópias. Em 12 de julho, quatro álbuns estavam entre os dez mais vendidos. Na Nova Zelândia, Thriller 25 também liderou a parada musical. Na Alemanha, King of Pop liderou as paradas musicais e nove álbuns de Jackson ocuparam o Top 20 na Argentina. Na Billboard European Top 100 Albums, Jackson fez história novamente com oito de seus álbuns entre as dez primeiras colocações. A partir de 3 de agosto do mesmo ano, King of Pop passou quatro semanas no topo da Billboard europeia. The Collection também passou duas semanas no topo da mesma parada.
No Reino Unido, no domingo após sua morte, seus álbuns ocupavam 14 dos 20 primeiros lugares nas paradas de vendas da Amazon, lideradas por Off the Wall. A coletânea Number Ones atingiram o topo da UK Album Chart e seus álbuns de estúdios ocuparam desde a segunda até a oitava posição no iTunes Music Store. Seis de suas canções ficaram no Top 40: "Man in the Mirror", "Thriller", "Billie Jean", "Smooth Criminal", "Beat It" e "Earth Song". No domingo seguinte, 13 das canções de Jackson emplacaram nas 40 primeiras colocações, incluindo "Man in the Mirror", que ocupou a segunda colocação. A coletânea The Essential Michael Jackson liderou a parada, dando a Jackson o segundo álbum a ocupar o primeiro lugar em semanas. O cantor tinha cinco das dez primeiras posições na parada de álbuns. Nas vendas da terceira semana, The Essential Michael Jackson ocupou o primeiro lugar. Em agosto, Jackson havia vendido 2 milhões de cópias e passou seis semanas consecutivas na primeira colocação.

## Eventos públicos

### Memorial

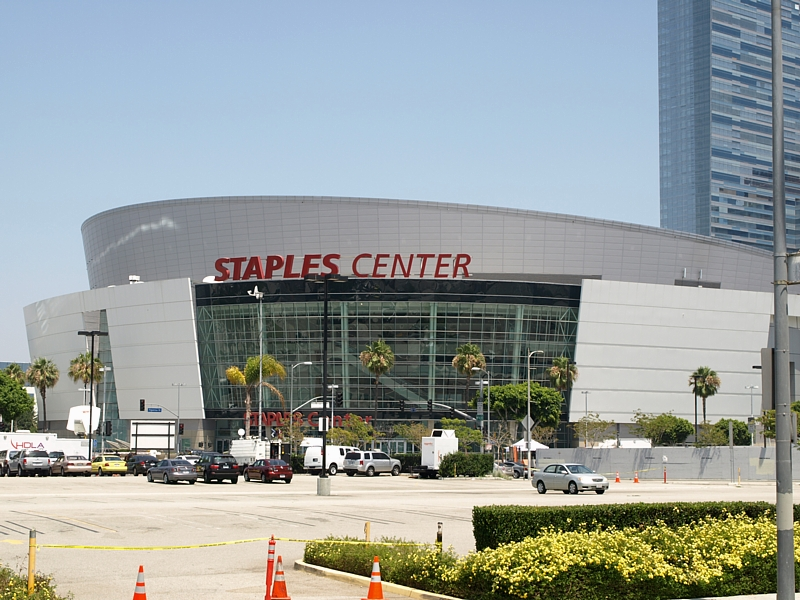
O ginásio Staples Center durante o serviço funeral de Michael Jackson.

Um velório familiar privado foi realizado no cemitério Forest Lawn Memorial Park, em Los Angeles, após um evento memorial no ginásio Staples Center em 7 de julho, onde Jackson havia se reunido com membros de sua banda para ensaios em 24 de junho, um dia antes de sua morte. O serviço memorial foi organizado pela promotora do artista, a AEG Live, que distribuiu mais de 17.500 ingressos para fãs do artista em todo o mundo. A cerimônia foi transmitida ao vivo para todo o mundo e atingiu audiência de 2.5 bilhões de espectadores.
O ataúde de bronze maciço (que alegadamente custou 25 mil dólares) foi posicionado no centro do palco. Inúmeras celebridades compareceram ao evento e prestaram suas últimas homenagens ao artista. Seus irmãos, que compuseram o grupo Jackson 5, vestiram luvas brancas em homenagem ao artista enquanto Stevie Wonder, Mariah Carey, Lionel Richie e outros amigos performavam suas canções. Paris, a filha de Michael, surpreendeu o público ao declarar que seu pai havia sido "o melhor pai que ela poderia imaginar". Marlon Jackson, um dos irmãos do cantor, disse: "Talvez agora, Michael, eles o deixem em paz" - referindo-se provavelmente à imprensa.

### Sepultamento

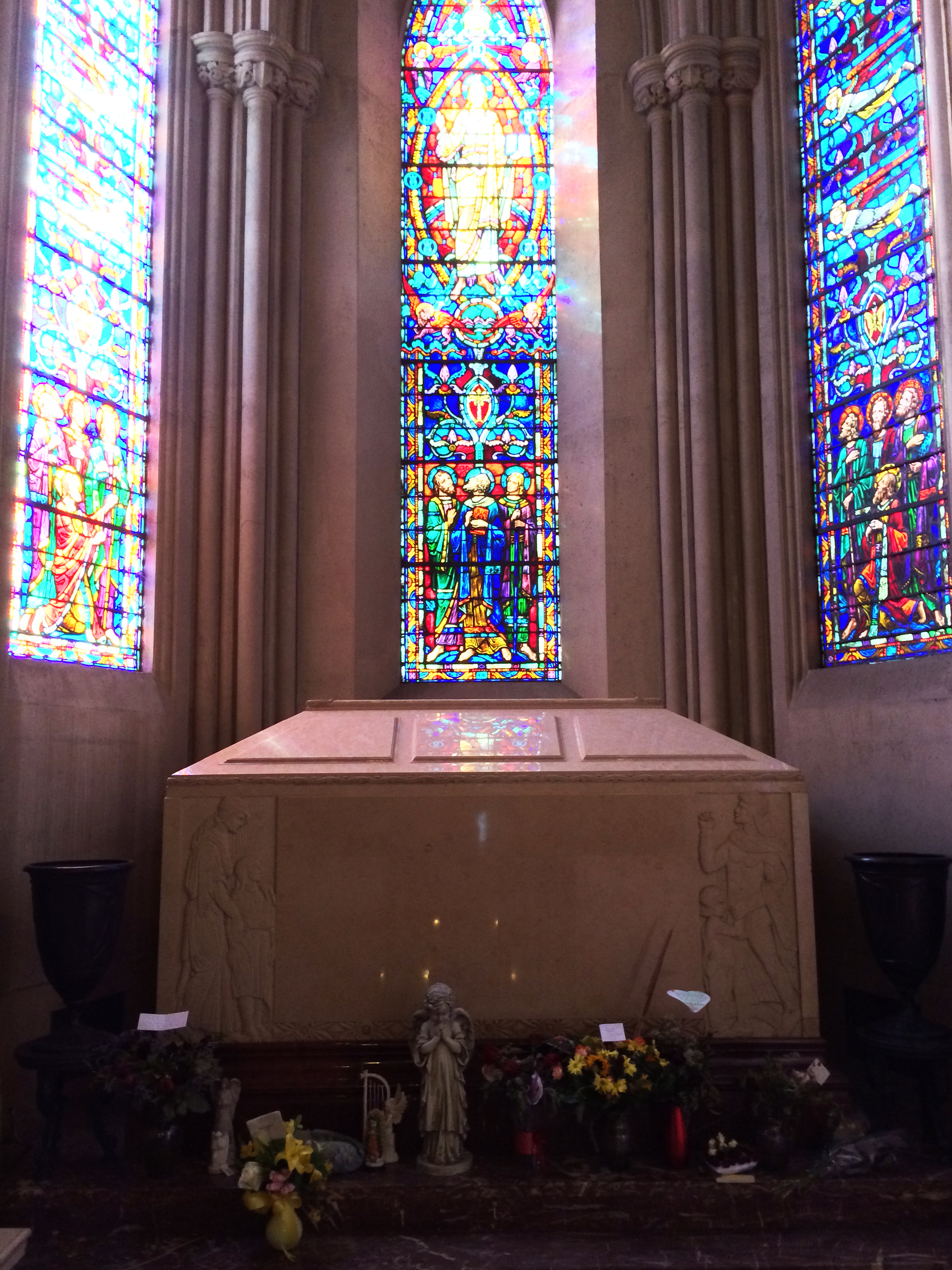
A tumba de Michael Jackson no Grande Mausoléu do Forest Lawn Memorial Park.

De acordo com a imprensa, o funeral de Jackson foi agendado para o dia 29 de agosto (quando o cantor completaria 51 anos de idade). O sepultamento ocorreu no cemitério Forest Lawn Memorial Park, em Glendale, em 3 de setembro de 2009. A cerimônia foi assistida pelos familiares do artista, Lisa Marie Presley (sua primeira esposa) e alguns amigos íntimos como Macaulay Culkin, Chris Tucker, Quincy Jones, Eddie Murphy e Elizabeth Taylor, entre outros. No início da cerimônia, os três filhos de Jackson o homenagearam com uma coroa dourada sobre o seu ataúde.
A cerimônia custou cerca de um milhão de dólares. O custo do funeral incluiu: 590 mil dólares pela cripta de Jackson no mausoléu do cemitério, um túmulo em granito e mármore; além da recepção dos convidados no valor de 11 mil dólares. O custo pela equipe de segurança, incluindo o aluguel de uma frota de veículos de luxo para os familiares, custou cerca de 30 mil dólares; os arranjos florais custaram 16 mil dólares e a organização da cerimônia foi acordada em 15 mil dólares. Howard Weitzman, um dos advogados da família, afirmou que a própria família havia decidido pelos detalhes do sepultamento, confirmando que um funeral luxuoso seria complacente com a vida de luxo que Michael Jackson havia vivido.
Os restos mortais de Jackson estão enterrados numa seção diferenciada do Grand Mausoléu. O mausoléu não é acessível ao público sem autorização especial. A cripta não identificada de Jackson, parcialmente visível da entrada do prédio, é coberta de flores e outras pequenas homenagens que os seguranças do local deixam a pedido dos fãs. A família considerou sepultá-lo no Rancho Neverland. Contudo, alguns familiares não concordaram alegando que o local havia sido associado aos escândalos sexuais envolvendo sua imagem. Além disso, a propriedade deveria receber uma licença do governo local para estabelecer sepulturas ali. A partir de julho de 2010, a segurança em torno do mausoléu foi intensificada por conta de atos de vandalismo envolvendo alguns fãs do artista.